# Centrale hydroélectrique de Kyröskoski
La centrale hydroélectrique de Kyröskoski (finnois : Kyröskosken voimalaitos) est une centrale hydroélectrique située à Kyröskoski, dans la municipalité de Hämeenkyrö, de la région du Pirkanmaa, dans le nord de la Finlande.

## Caractéristiques
La centrale appartient à Metsä Board Kyro (fi). L'ancienne centrale électrique a été achevée en 1912 et agrandie en 1926. 
La chute fait 22 mètres. Une nouvelle centrale électrique à tunnel a été mise en service en 1998.